# Success
SUCCESS（日語：株式会社サクセス），日本電子游戏开发商和发行商，成立于1978年6月，总部在日本东京。其最出名的作品是电子射击游戏棉花小魔女系列（Cotton series）和解谜游戏《动物管理员》等。他们近期出品的游戏包括PS2上的《重装机兵 沙尘之锁》和wii平台上的《米侬向前冲》（Go! Go! Minon）等。

## 軟體作品
- 紅線
- 青城奇谭
- 棉花小魔女
- 降魔灵符传伊泽奈
- 潛龍諜影2：自由之子
- 重装机兵 沙尘之锁
- 黑暗行动
- Psyvariar
- 雷电战机
- 虚伪轮舞曲
- 黑暗之塔
- Tom And Jerry in House Trap
- 触摸侦探：小沢里奈系列
- Wrestle Angels
- SuperLite系列

## 網頁遊戲

### FLASH遊戲
擂台☆夢想 - 中文版由DeNA HK代理，2014年9月16日至2015年5月29日期間營運。

### HTML5遊戲
公關技院